# Ivan Santini
Ivan Santini (* 21. Mai 1989 in Zadar, SFR Jugoslawien) ist ein kroatischer Fußballspieler, der aktuell für HNK Sibenik spielt.

## Karriere

### Jugend
Santini begann seine aktive Karriere als Fußballspieler in seiner Heimatstadt, in der er auch aufwuchs, im Nachwuchsbereich des NK Zadar. Dort durchlief er beinahe alle Nachwuchsmannschaften und wechselte im Jahre 2006 in die Jugendabteilung des NK Inter Zaprešić aus der nur 17 Kilometer westlich der Hauptstadt Zagreb gelegenen Stadt Zaprešić. Dort stand er bis zum Ende des Jahres im Aufgebot der Jugend und trainierte auch einige Male mit der Profimannschaft des Vereins, welche ihren Spielbetrieb in der 1. HNL, der höchsten Spielklasse im kroatischen Fußball hat, mit.
Anfang Januar 2007 kam Santini in die Jugendabteilung des österreichischen Vereines FC Red Bull Salzburg, wo er unter anderem auch deren Akademie besuchte. In den folgenden anderthalb Jahren bestritt er 17 Ligapartien für das Akademieteam in der U-19-Jugendliga und erzielte dabei sieben Treffer.

### Vereinskarriere
Im Juli 2008 verließ Santini die Salzburger Akademie und war bis Februar 2009 vereinslos. Mitte Februar absolvierte er ein Probetraining beim deutschen Zweitligisten FC Ingolstadt 04. Am 20. Februar wurde Santinis Wechsel nach Deutschland bestätigt. Davor absolvierte der junge Kroate im Dezember 2008 ein Testspiel beim belgischen Verein Standard Lüttich, konnte dort aber nicht überzeugen.
Sein Profidebüt für den Ingolstädter Verein gab er am 8. März 2009 bei der 2:3-Auswärtsniederlage gegen den TSV 1860 München, als er in der 72. Spielminute für Valdet Rama eingewechselt wurde.
Bemerkenswert ist, dass Santini während seiner kurzen Vereinszugehörigkeit von knapp vier Monaten beim FC Ingolstadt unter drei verschiedenen Trainern im Profiteam spielte. So spielte er bis zum 21. April unter Trainer Thorsten Fink, der danach von der Vereinsführung beurlaubt wurde. Danach kam er unter Michael Wiesinger, der für einige Tage als Interimstrainer fungierte, zum Einsatz und am Ende absolvierte er noch ein Meisterschaftsspiel unter Horst Köppel. Neben dem Profiteam absolvierte Santini auch noch vier Partien (drei Tore) für die zweite Mannschaft des FC Ingolstadt 04 in der fünftklassigen Bayernliga.
Nach dem Abstieg der Ingolstädter in die 3. Fußball-Liga erhielt Santini keine Vertragsverlängerung und wurde in der Folge unter anderem in der Schweiz beim FC Basel, und beim österreichischen Bundesligisten LASK Linz vorstellig; zu einer Verpflichtung kam es aber jeweils nicht.
Im August 2009 unterschrieb er einen Vertrag beim kroatischen Erstligisten NK Zadar. Nach 26 Toren in 64 Ligaeinsätzen für Zadar wechselte Santini Ende Januar 2012 erneut nach Deutschland. Der abstiegsgefährdete Bundesligaklub SC Freiburg lieh Santini für ein halbes Jahr aus und besitzt zudem eine Kaufoption.
Am 5. Februar 2012 gab er unter Trainer Christian Streich im Spiel gegen Werder Bremen sein Debüt für den SC, als er in der 62. Spielminute für Jan Rosenthal eingewechselt wurde. Am Ende der Saison ließ der SC Freiburg die Kaufoption für Santini verstreichen, lieh ihn aber später für die Spielzeit 2012/13 erneut aus. Im 20. Spiel für den SC Freiburg, am 21. April 2013 (30. Spieltag), erzielte er bei der 1:2-Niederlage im Auswärtsspiel gegen den VfB Stuttgart mit dem Anschlusstreffer in der 88. Minute auch sein erstes Bundesligator.
Nach Ablauf der Saison 2012/13 erhielt Santini von seinem Verein in Zadar keinen neuen Vertrag und wurde auch vom SC Freiburg nicht weiter verpflichtet. Er wechselte daraufhin nach Belgien zum KV Kortrijk in die Pro League. Dort erhielt er einen Vertrag bis 2016. Für Kortrijk erzielte Santini in seinen ersten beiden Saisons jeweils 15 Ligatore. Im Juni 2015 wurde sein Wechsel zu Ligakonkurrent Standard Lüttich bekanntgegeben, bei denen er einen Vierjahresvertrag unterschrieb.
Er verließ Standard Lüttich aber bereits nach einer Saison wieder und wechselte zum französischen Club SM Caen. Nachdem er dort zwei Jahre gespielt hatte, wechselte er zum Beginn der Saison 2018/19 zum belgischen RSC Anderlecht.
Gegen eine Ablösesumme von 5 Millionen Euro wechselte Santini im Sommer 2019 zum chinesischen Verein Jiangsu Suning. Nach zwei Spielzeiten zog er weiter, kurz zum NK Osijek und dann nach Saudi-Arabien.
Im Juni 2022 wechselte er in die Schweiz zum FC Zürich. Im Sommer 2024 folgte ein weiterer Wechsel zu HNK Sibenik.

### Nationalmannschaft
Am 27. Mai 2017 debütierte er bei einem 2:1-Testspielerfolg gegen Mexiko in der kroatischen A-Nationalmannschaft.

## Erfolge
Belgischer Pokalsieger: 2016